# محاري سميثي
محاري سميثي (الاسم العلمي: Pleurotus smithii) هو نوع من الفطريات يتبع جنس المحاري من فصيلة المحارية.